# نیسان کیکس
نیسان کیکس (ژاپنی: 日産・キックス هپبورن: Nissan Kikkusu) یک کراس‌اوور اس‌یووی کامپکت کوچک است که توسط نیسان از سال ۲۰۱۶ تولید می‌شود. این کراس‌اوور ابتدا به عنوان یک خودروی مفهومی با همین نام معرفی شد و اولین بار در نمایشگاه بین‌المللی خودرو سائوپائولو در سال ۲۰۱۴ به نمایش درآمد. نیسان ادعا کرده که در طراحی این خودروی مفهومی از خیابان‌های برزیل الهام گرفته شده است. در حال حاضر، نام کیکس برای دو خودروی مشابه استفاده می‌شود که بر روی پلت فرم‌های مختلف با ابعاد مختلف ساخته شده است.
نیسان کیکس برای اولین بار از پاییز سال ۱۴۰۳ با مدل ۲۰۲۳ در سامانه یکپارچه خودرو های وارداتی در ایران عرضه شد.
کیکس مبتنی بر پلت فرم وی در سال ۲۰۱۶ با کد شاسی پی۱۵ در سائوپائولو، برزیل عرضه شد. این خودرو با همکاری ستاد طراحی نیسان در آتسوگی، ژاپن، نیسان دیزاین آمریکا (NDA) در سن دیگو، کالیفرنیا و نیسان دیزاین آمریکا ریودوژانیرو طراحی شده است. کیکس سپس به تدریج در سراسر آمریکای جنوبی عرضه شد و بعد از آن در سال ۲۰۱۸ به‌عنوان جایگزین مدل جوک در بازار ایالات متحده و کانادا عرضه شد.

کیکس مبتنی بر پلت‌فرم بی۰ در ۲۲ ژانویه ۲۰۱۹ با کد شاسی دی۱۵ در هند معرفی شد. این شرکت اعلام کرد که این وسیله نقلیه برای کاهش هزینه‌های تولید بر روی این پلت‌فرم ساخته شده است. در نتیجه، کمی بزرگتر از کیکس مبتنی بر پلت‌فرم وی است و فاصله بین دو محور آن مشابه نسل اول داچیا داستر و رنو کپچر مبتنی بر پلت‌فرم بی۰ است.

## بازار جهانی (پی۱۵؛ ۲۰۱۶)
نیسان کیکس که در ابتدا به عنوان یک کانسپت در سال ۲۰۱۴ رونمایی شد، در تابستان ۲۰۱۶ در سراسر برزیل به نمایش گذاشته شد تا بازی‌های المپیک تابستانی را که نیسان حامی اصلی آن بود، تبلیغ کند. فروش این کراس‌اوور در بازار چین در ژوئیه ۲۰۱۷ در چین آغاز شد و در آن بازار جایگزین مدل لیوینا سی-گیر شد.
کیکس در آمریکای شمالی اولین بار در ۲۹ نوامبر ۲۰۱۷ در نمایشگاه خودرو لس آنجلس رونمایی شد و قرار بود فروش آن در ژوئن ۲۰۱۸ آغاز شود. این خودرو که از مکزیک وارد می‌شد، جایگزین جوک شد و همچنین به‌طور غیرمستقیم جای ورسا نوت به عنوان یک هاچ‌بک ساب کامپکت در منطقه را گرفت. کیکس در دسامبر ۲۰۱۷ در غرب آسیا عرضه شد.

کیکس دارای یک سیستم صوتی با صفحه لمسی استاندارد با بلوتوث برای تماس‌های هندزفری و پخش صدای استریو بی‌سیم، و همچنین یکپارچه سازی USB و نمایشگر دوربین پشتیبان عقب است. مدل‌های سطح بالا همچنین دارای سیستم سرگرمی رسانه‌ای ارتقایافته ادغام گوشی‌های هوشمند کارپلی و اندروید اوتو، و همچنین سیستم صوتی تقویت‌شده ممتاز بوز است که دارای بلندگوهای کوچکی است که در پشت سری‌های جلویی نصب شده‌اند.

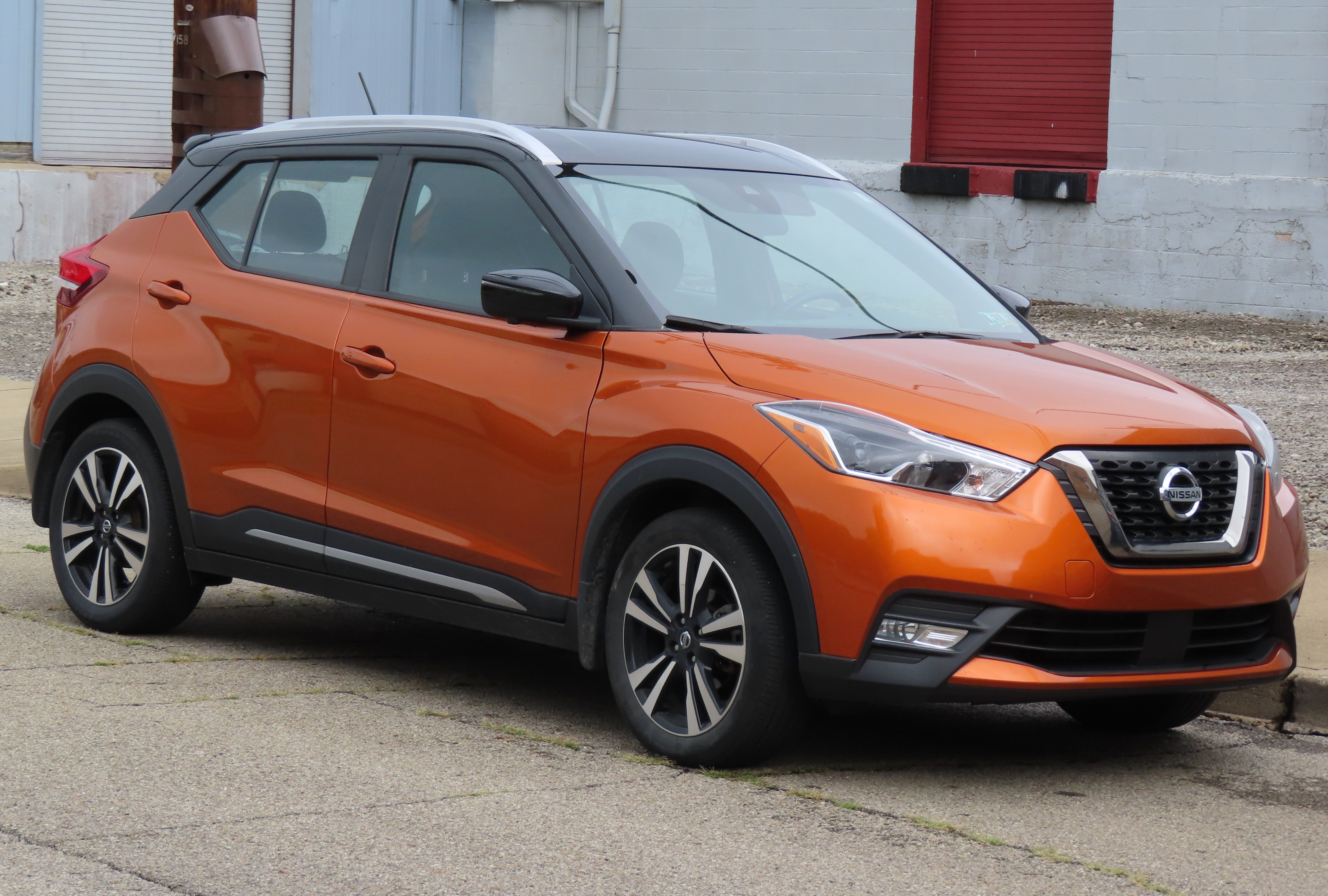
نیسان کیکس اس‌آر ۲۰۲۰ (پی۱۵، ایالات متحده)
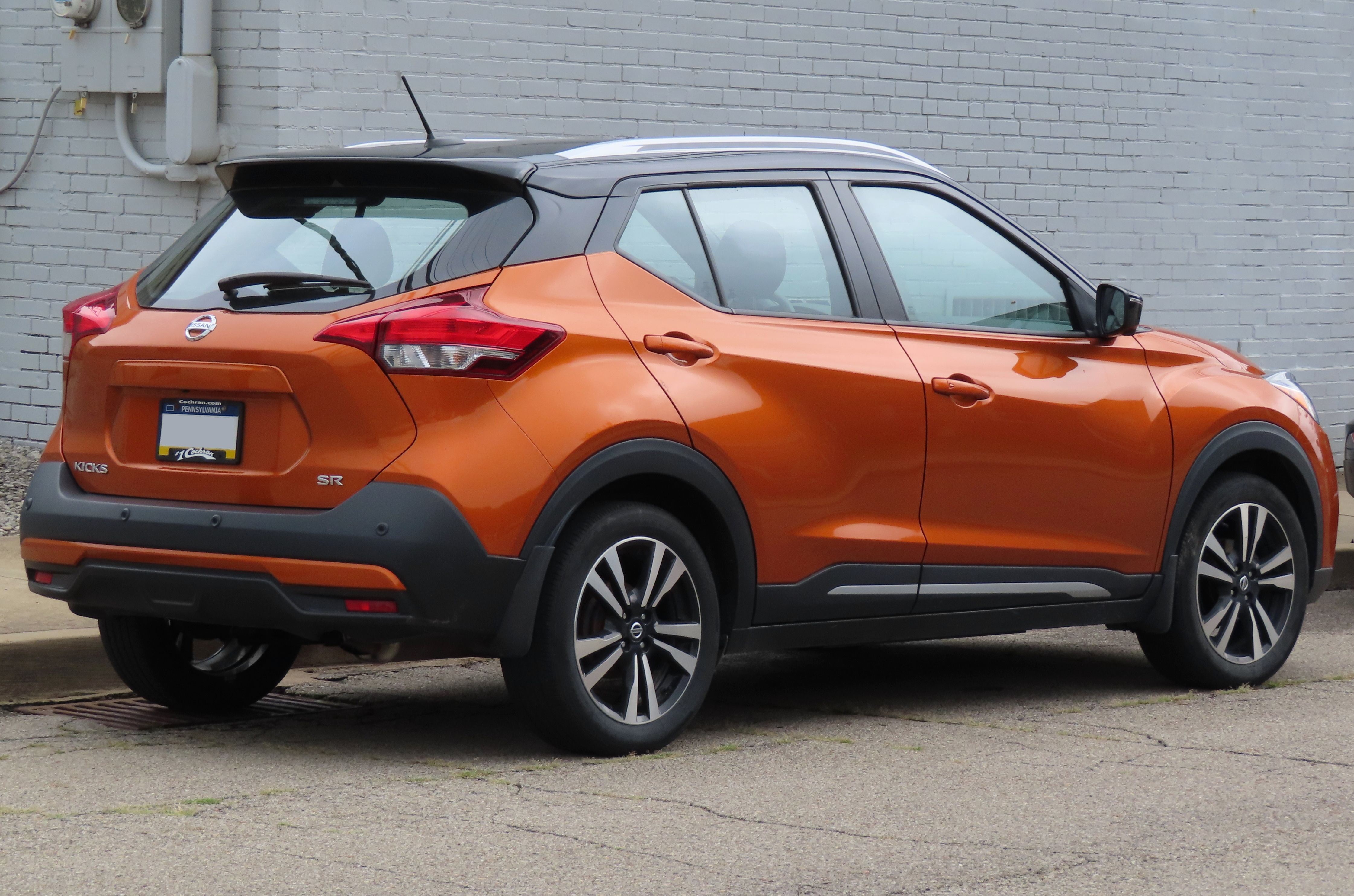
نیسان کیکس اس‌آر ۲۰۲۰ (پی۱۵، ایالات متحده)
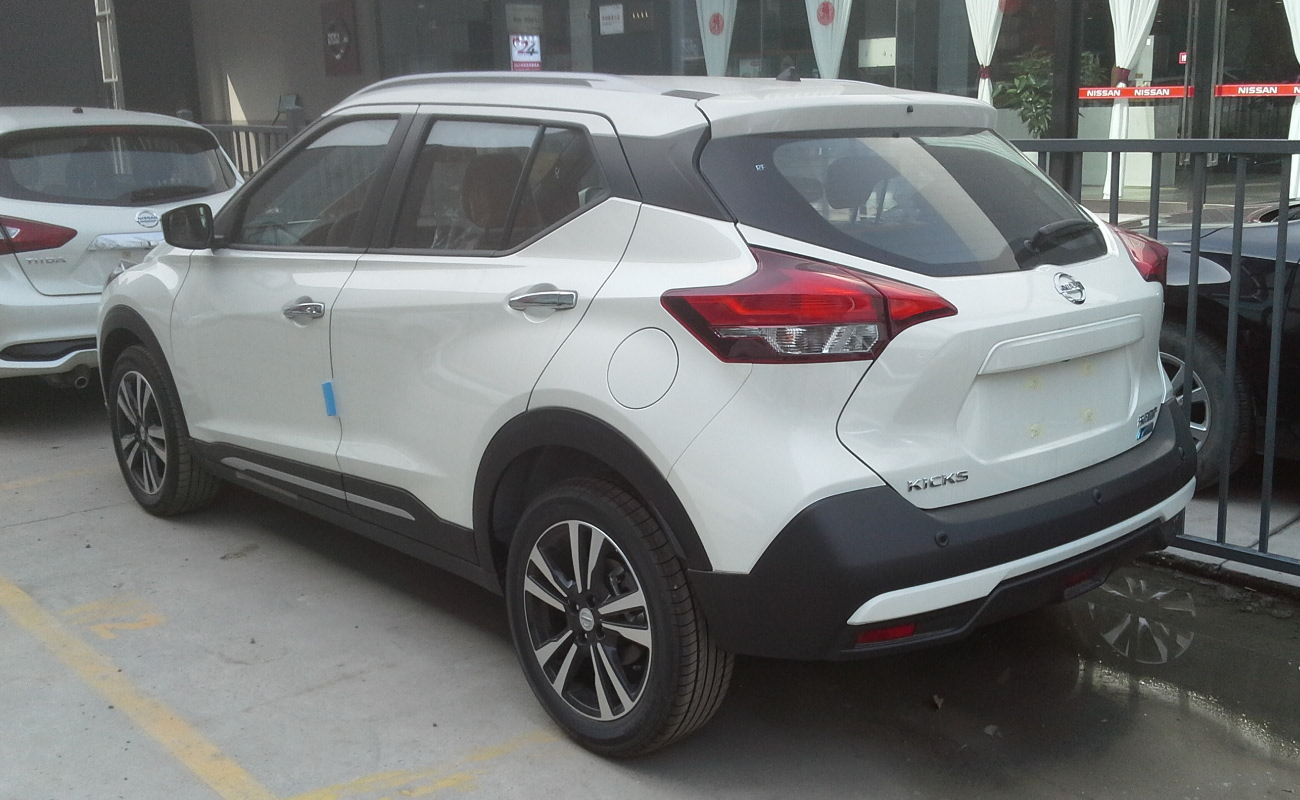
نیسان کیکس ۱٫۵ ۲۰۱۸ (پی۱۵، چین)

### کیکس ئی-پاور
در ۱۵ مه ۲۰۲۰، کیکس ئی-پاور در تایلند عرضه شد. این مدل که فقط در تایلند تولید می‌شود، ظاهری به‌روز شده با دماغه و چراغ‌های عقب بازسازی شده دارد. کیکس ئی-پاور از ترکیبی از یک موتور ۳ سیلندر ۱٫۲ لیتری HR12DE و یک موتور الکتریکی EM57 بهره می‌برد که چرخ‌های جلو را به حرکت درمی‌آورد، و آن را به یک سری هیبریدی و بدون قابلیت پلاگین تبدیل می‌کند. کیکس ئی-پاور همچنین در ۲۴ ژوئن ۲۰۲۰ در ژاپن معرفی و در ۳۰ ژوئن ۲۰۲۰ در آنجا عرضه شد. این خودرو همچنین در سنگاپور در ۹ ژوئیه ۲۰۲۰، در اندونزی در ۲ سپتامبر ۲۰۲۰، در فیلیپین در ۱۲ اوت ۲۰۲۲، و در ویتنام در ۲ نوامبر ۲۰۲۲ عرضه شد. عرضه آن برای بازار مکزیک در تاریخ ۱۰ سپتامبر ۲۰۲۱ اعلام شد تا شصتمین سالگرد حضور نیسان در بازار مکزیک جشن گرفته شود.

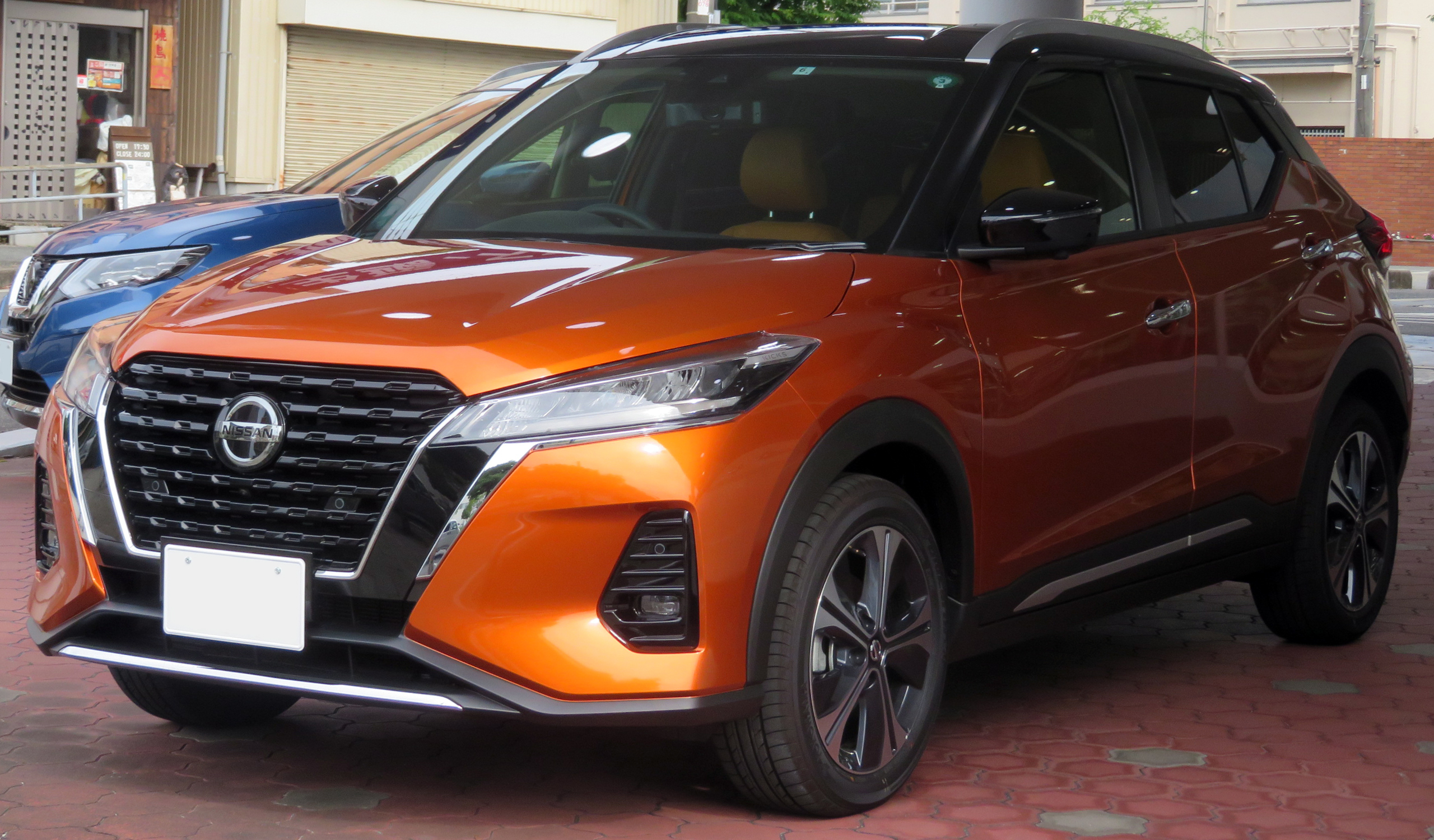
نیسان کیکس ئی-پاور ایکس ۲۰۲۰ (پی۱۵، ژاپن)
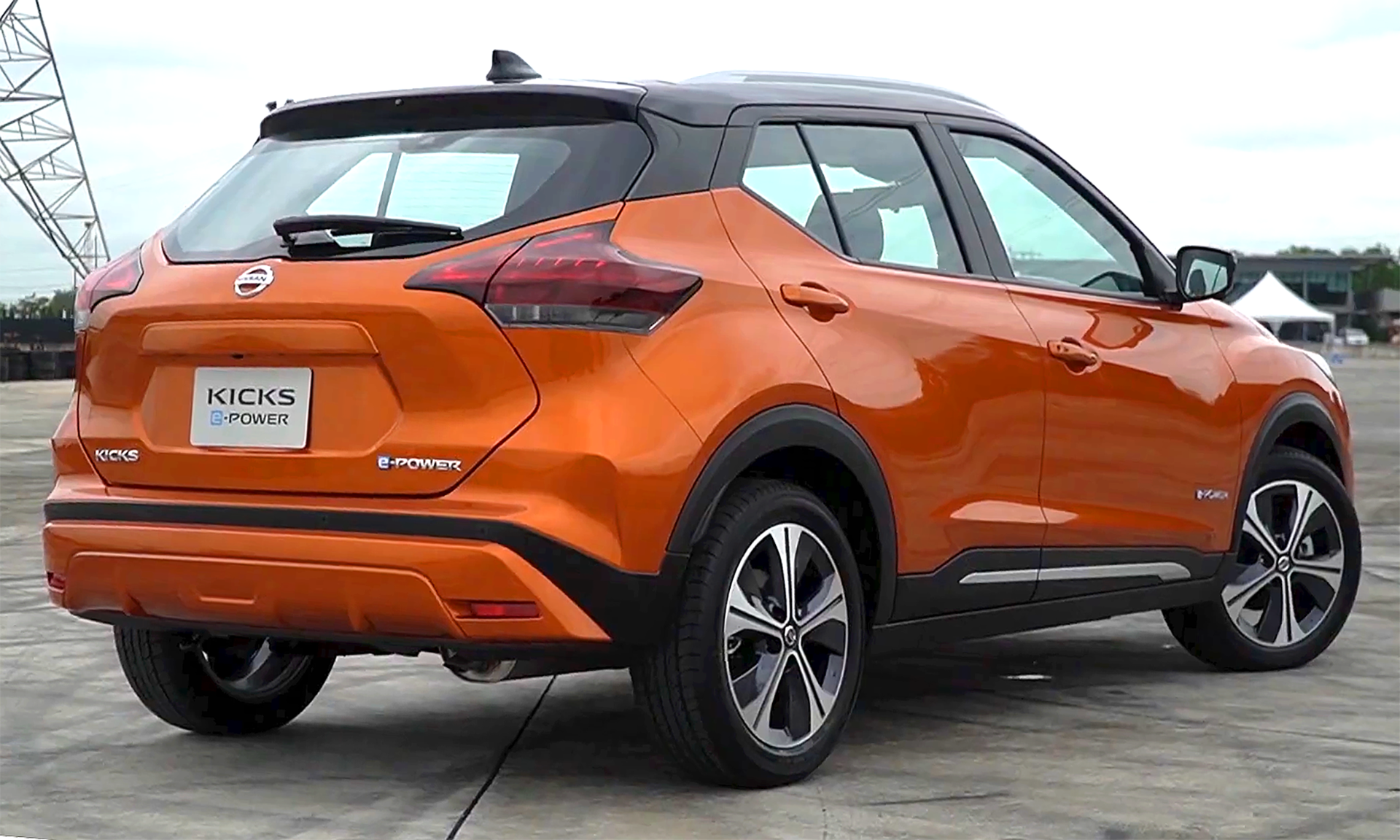
نیسان کیکس ئی-پاور وی‌ال ۲۰۲۰ (پی۱۵، تایلند)
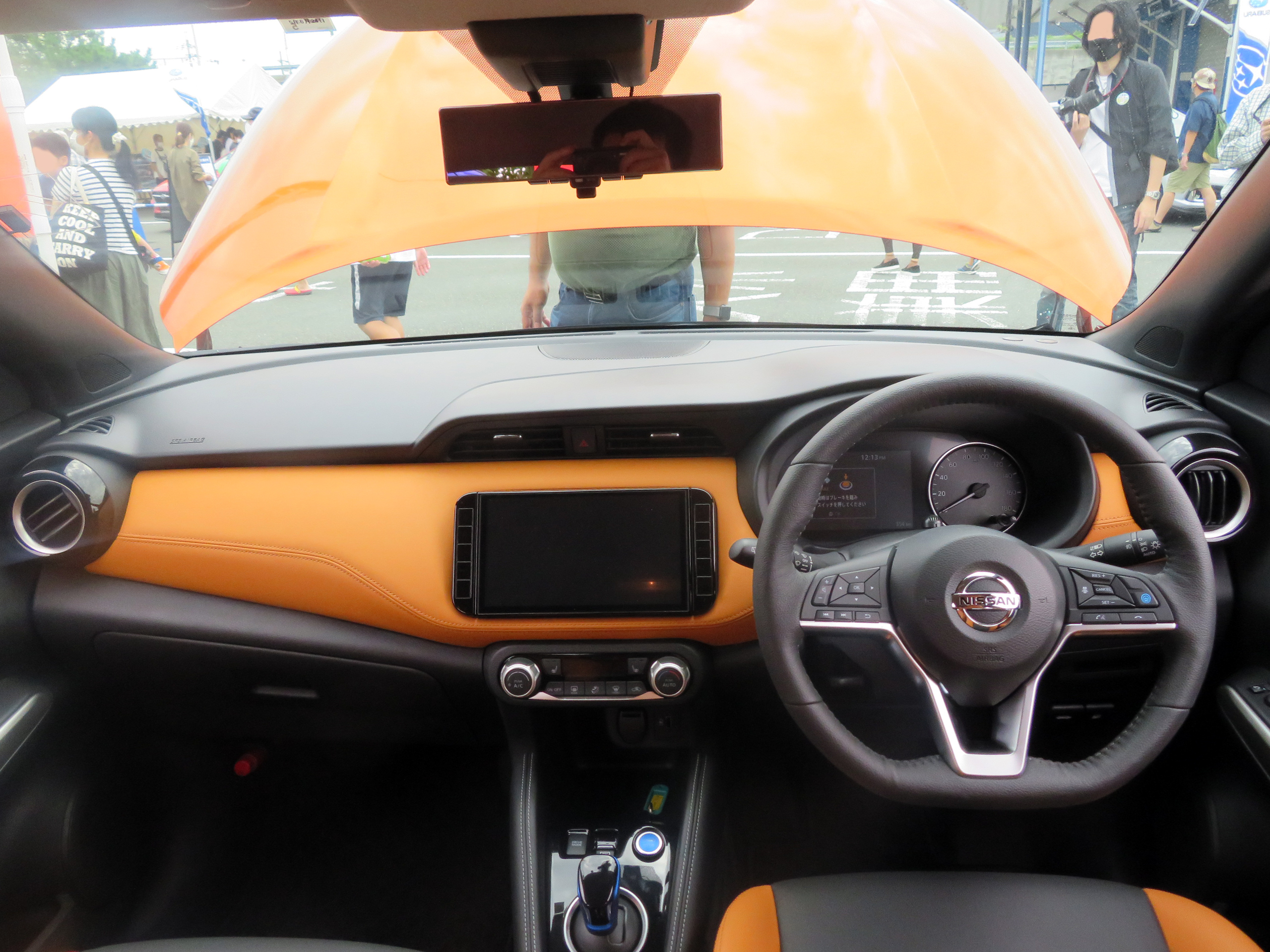
نمای داخلی
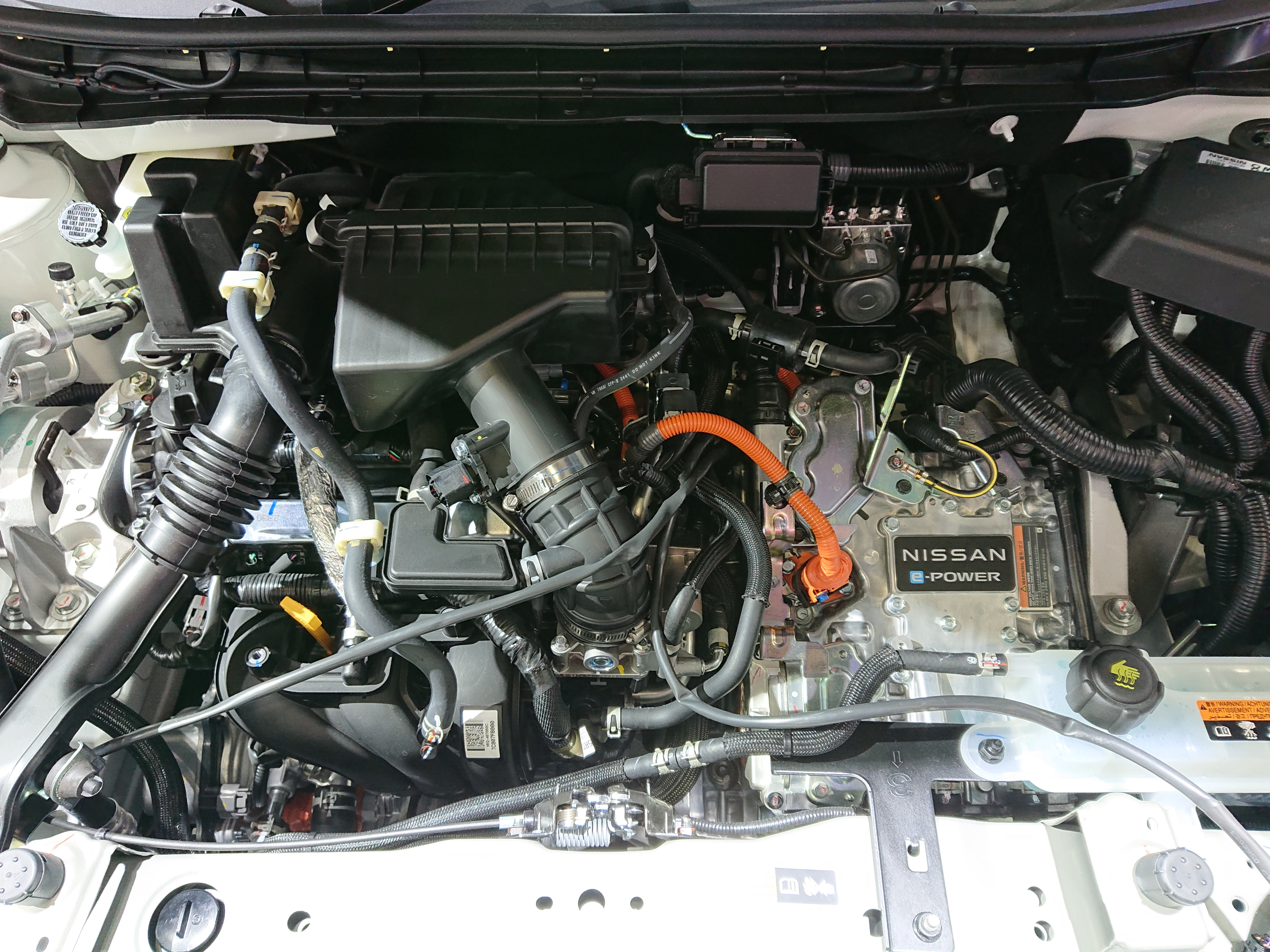
موتور نیسان HR12DE با موتور الکتریکی EM47

### فیس‌لیفت ۲۰۲۱
یک نسخه به‌روز شده از کیکس استاندارد در دسامبر ۲۰۲۰ نشان داده شد. نمای جلویی شبیه به کیکس ئی-پاور که قبلاً عرضه شده بود، با جلوپنجره بزرگ‌تر و چراغ‌های LED ساخته شده بود. طراحی عقب به‌روزرسانی‌های جزئی را دریافت کرد، بیشتر در سپر. در داخل، کیکس ۲۰۲۱ ارتقاهایی از جمله دسته وسط، صفحه نمایش لمسی بزرگتر و ترمز دستی الکترونیکی دریافت کرد. ادغام تلفن هوشمند Apple CarPlay و Android Auto استاندارد است. سطوح تریم و پیشرانه بدون تغییر هستند. سیستم تعلیق کیکس ۲۰۲۱ که دارای یک پایه مستقل جلو با کمک فنرهای دو لول عقب است نیز مشابه مدل قبلی ۲۰۲۰ است. کیکس به‌روز شده در فوریه ۲۰۲۱ در آمریکای شمالی و در ژوئیه ۲۰۲۱ در خاورمیانه به فروش رسید.

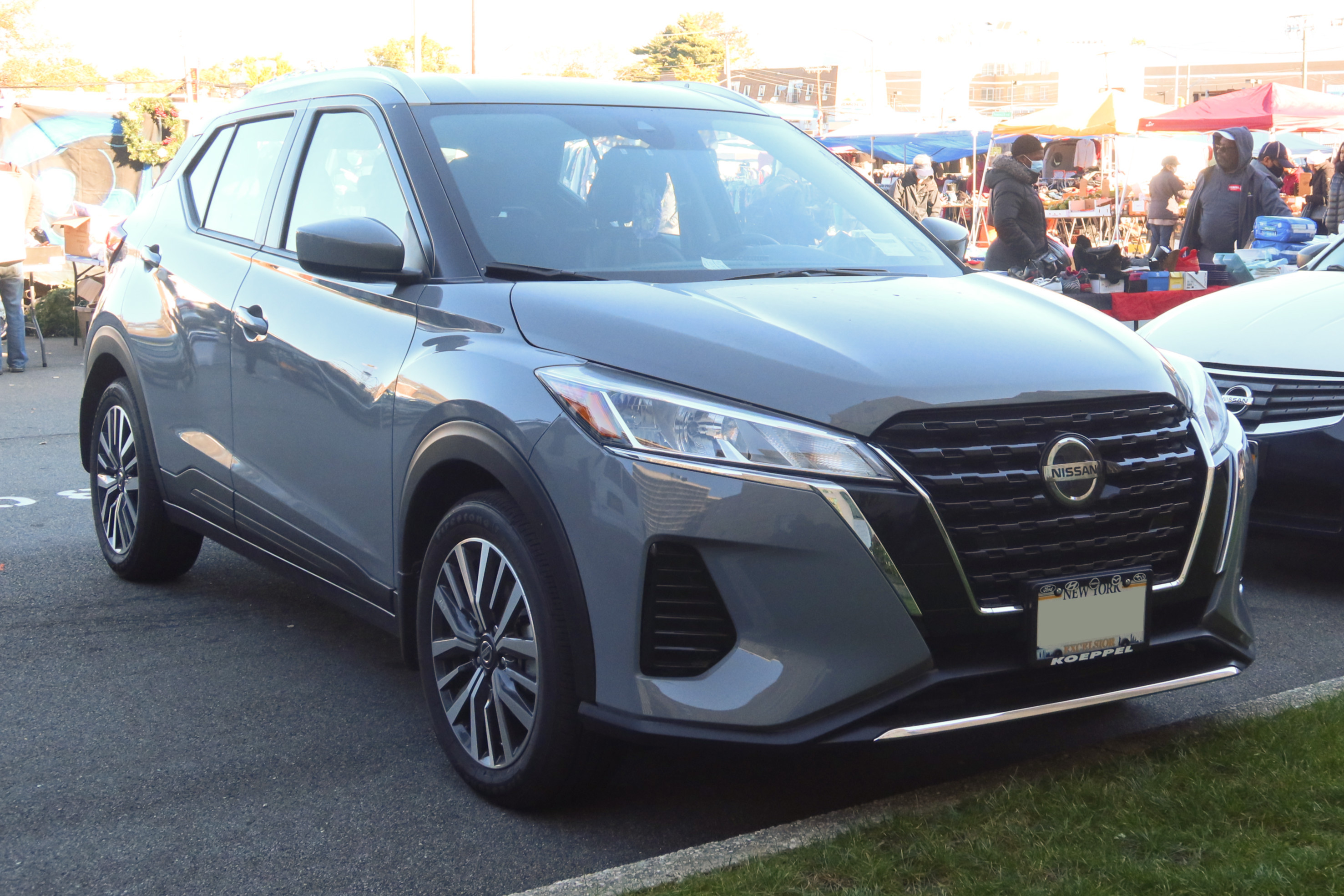
2021 Kicks SV (P15، ایالات متحده آمریکا، فیس لیفت)
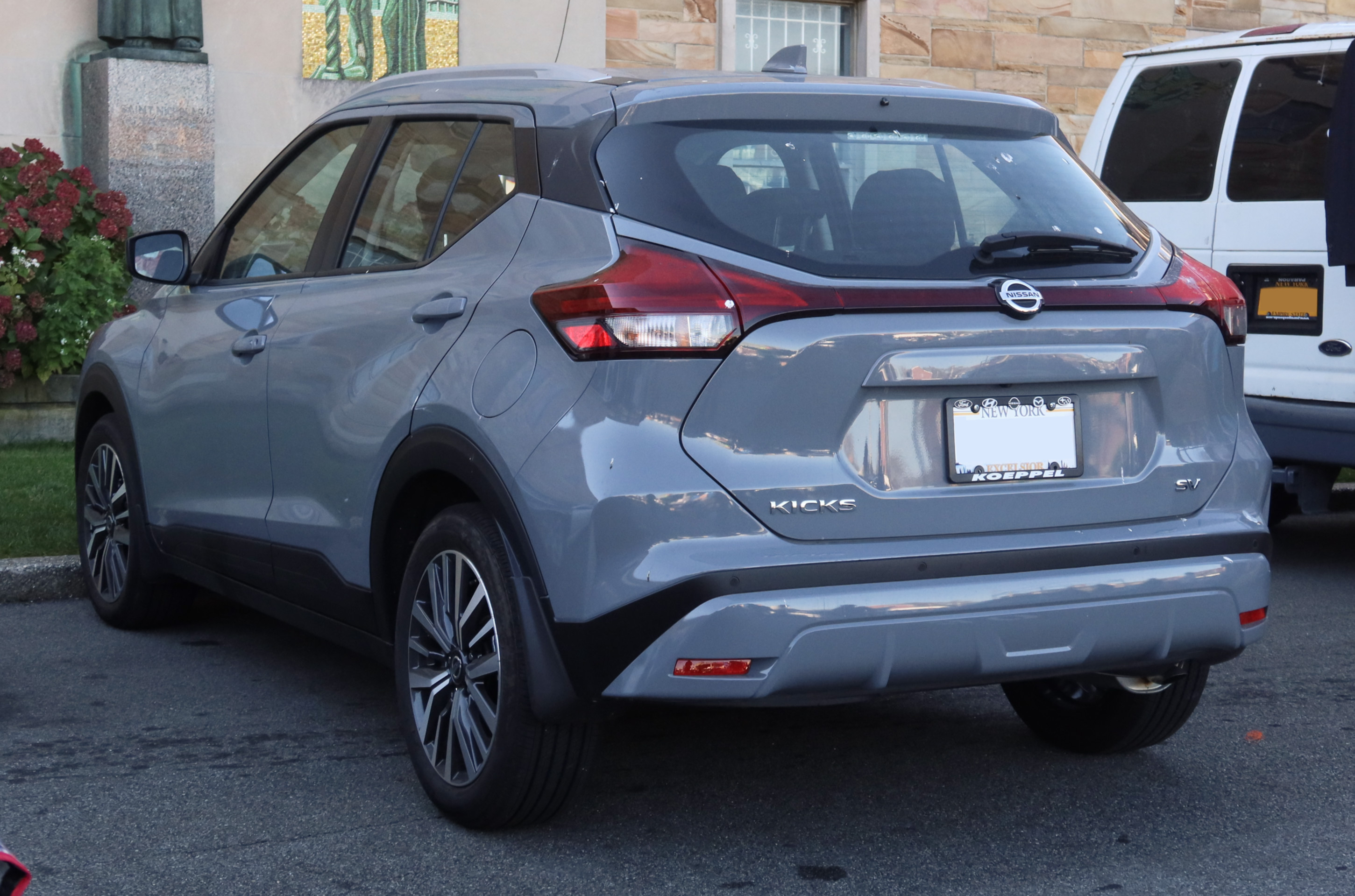
کیکس اس‌وی ۲۰۲۱ (پی۱۵، ایالات متحده، فیس‌لیفت)

### موتورها
کیکس به موتور بنزینی ۱٫۶ لیتری HR16DE نیسان مجهز شده است که با ورسا مشترک است. این موتور ۱۲۵ اسب بخار (۱۲۷ اسب بخار متری؛ ۹۳ کیلووات) قدرت و ۱۵۵ نیوتن متر (۱۱۴ پوند-فوت؛ ۱۶ کیلوگرم متر) گشتاور تولید می‌کند. نیسان این موتور را برای دریافت رتبه مصرف سوخت آژانس حفاظت محیط زیست ایالات متحده آمریکا ۳۱ مایل بر گالون آمریکایی (۱۳٫۲ کیلومتر بر لیتر؛ ۷٫۶ لیتر بر ۱۰۰ کیلومتر) در شهر و ۳۶ مایل بر گالون آمریکایی (۱۵٫۳ کیلومتر بر لیتر؛ ۶٫۵ لیتر بر ۱۰۰ کیلومتر) در بزرگراه رتبه‌بندی می‌کند. نسخه چینی و تایوانی از موتور بنزینی چهار سیلندر ۱٫۵ لیتری HR15DE نیسان استفاده می‌کند.
نسخه ئی-پاور از موتور سه سیلندر بنزینی ۱٫۲ لیتری HR12DE با قدرت ۷۸ اسب بخار (۷۹ اسب بخار متری؛ ۵۸ کیلووات) در ۵۴۰۰ دور در دقیقه و ۱۰۳ نیوتن متر (۷۶ پوند-فوت؛ ۱۱ کیلوگرم متر) گشتاور در ۴۴۰۰ دور در دقیقه به عنوان یک ژنراتور برای باتری ۱٫۵۷ کیلووات ساعتی واقع در زیر صندلی‌های جلو استفاده می‌کند. خود این خودرو از یک موتور الکتریکی EM57 با ۱۲۷ اسب بخار (۱۲۹ اسب بخار متری؛ ۹۵ کیلووات) قدرت و ۲۶۰ نیوتن متر (۱۹۲ پوند-فوت؛ ۲۷ کیلوگرم متر) گشتاور نیرو می‌گیرد.

### ایمنی
نیسان کیکس دارای ترمزهای دیسکی عقب اختیاری است.
در ۱ اوت ۲۰۱۸، مجله خودرویی مکزیکی Autología بر روی نسخه فن ادیشن کیکس تست گوزن را انجام داد. به دلیل عدم وجود کنترل پایداری الکترونیکی (ESP) در این تریم خاص، کیکس در حین انجام آزمایش در سرعت ۶۵ کیلومتر بر ساعت تقریباً غلت خورد. یک مدل با مشخصات بالاتر با ESP نیز مورد آزمایش قرار گرفت و توانست هر چهار لاستیک را با سرعت یکسان روی زمین نگه دارد، اما راننده احساس نمی‌کرد که خودرو بتواند به جاده بازگردد، بنابراین در تست مردود شد.

#### لاتین ان‌سی‌ای‌پی
کیکس در ابتدایی‌ترین پیکربندی بازار آمریکای لاتین خود با ۲ کیسه هوا، ۴ ستاره برای سرنشینان بزرگسال و ۴ ستاره برای کودکان نوپا از لاتین ان‌سی‌ای‌پی در سال ۲۰۱۷ دریافت کرد

#### IIHS

##### ۲۰۲۰
| همپوشانی کوچک جلو (راننده)            | خوب                     |                               |
| همپوشانی کوچک جلو (سرنشین)            | خوب                     |                               |
| جلو همپوشانی متوسط                    | خوب                     |                               |
| جانبی (تست اصلی)                      | خوب                     |                               |
| استحکام سقف                           | خوب                     |                               |
| تکیه گاه سر و صندلی                   | خوب                     |                               |
| چراغ‌های جلو                           | \| قابل قبول \| ضعیف \| | بر اساس تریم/گزینه متفاوت است |
| لنگر صندلی کودک (LATCH) سهولت استفاده | خوب                     |                               |
| قابل قبول                             | ضعیف                    |                               |

##### ۲۰۲۱
| همپوشانی کوچک جلو (راننده)            | خوب |
| همپوشانی کوچک جلو (سرنشین)            | خوب |
| جلو همپوشانی متوسط                    | خوب |
| جانبی (تست اصلی)                      | خوب |
| استحکام سقف                           | خوب |
| تکیه گاه سر و صندلی                   | خوب |
| لنگر صندلی کودک (LATCH) سهولت استفاده | خوب |

## بازار هند (دی۱۵؛ ۲۰۱۹)

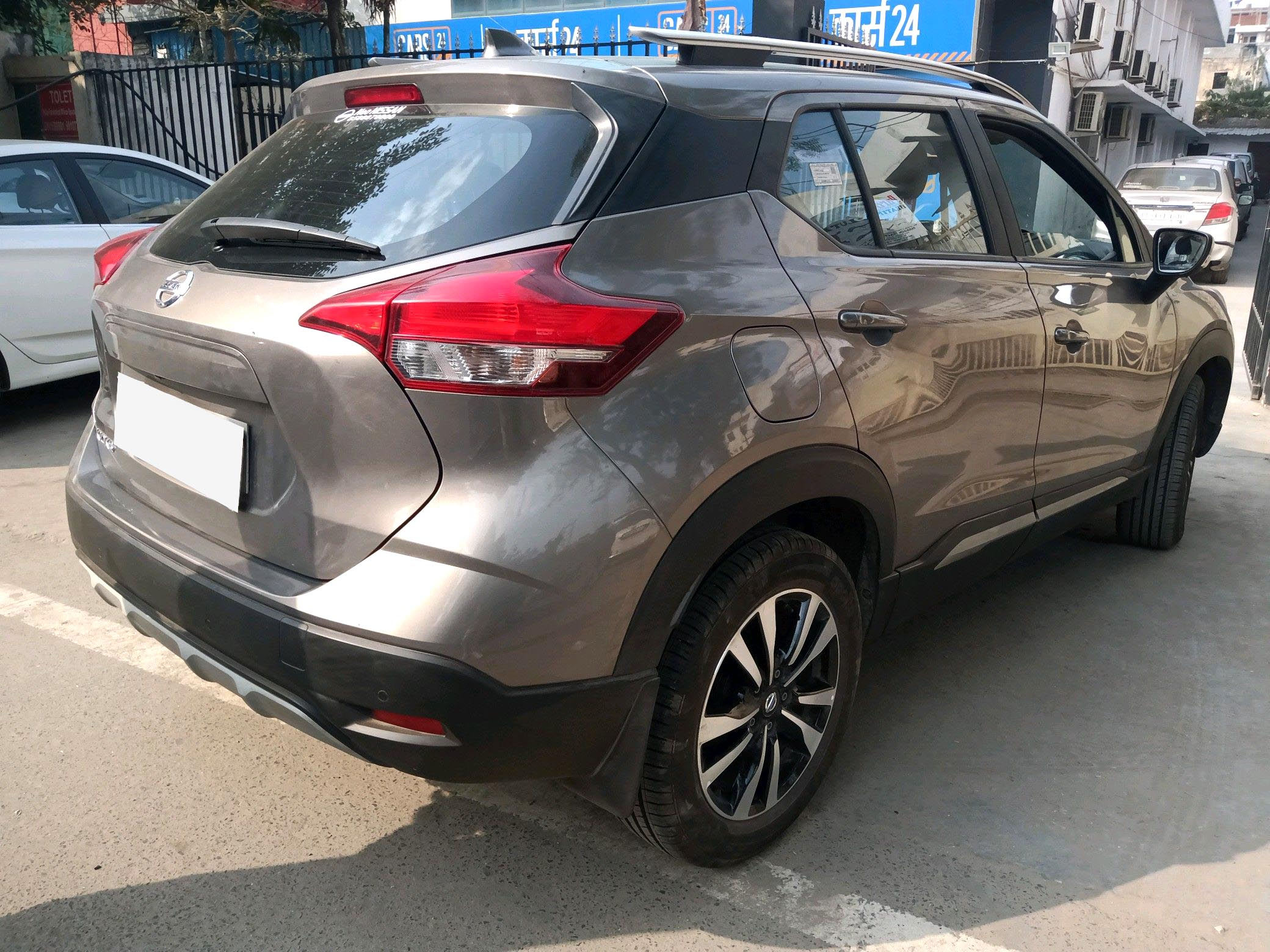
نمای عقب

برای بازار هند، یک خودروی بزرگتر با سبکی مشابه با کیکس اصلی در ۲۲ ژانویه ۲۰۱۹ معرفی شد. این خودرو جایگزین نیسان ترانو، داچیا داستر بازسازی شده‌ای شد که از سال ۲۰۱۳ عرضه شد. کیکس دی۱۵ در نپال و بنگلادش نیز عرضه می‌شود.
کیکس هندی پلت‌فرم و قطعات مشترکی با داچیا داستر و رنو کپچر مبتنی بر پلت‌فرم بی۰ دارد تا هزینه‌ها را کاهش دهد، زیرا هر دو در یک کارخانه رنو-نیسان در چنای تولید می‌شدند. در نتیجه، کیکس در بازار هند سهم بسیار کمی از قطعات یا ورق فلزی مشترک با کیکس جهانی دارد.
کیکس دی۱۵ در ابتدا با موتور بنزینی تنفس طبیعی H4K/HR15DE و موتور دیزلی K9K ارائه شد که هر دو با یک گیربکس ۶ سرعته دستی جفت می‌شدند. هر دو موتور با رنو کپچر مشترک هستند.
در ماه مه ۲۰۲۰، نیسان گزینه موتور دیزل K9K را به دلیل اجرای استانداردهای آلایندگی بهارات استیج ۶ حذف کرد. موتور توربو بنزینی رنو-نیسان-دایملر HR13DDT جایگزین آن شد. موتور توربو دارای قدرت ۱۵۶ اسب بخار (۱۵۸ اسب بخار متری؛ ۱۱۶ کیلووات) و گشتاور ۲۵۴ نیوتن متر (۱۸۷ پوند-فوت؛ ۲۶ کیلوگرم متر) است که نیسان ادعا می‌کرد قدرتمندترین آن در بخش خود است. این موتور همچنین برای اولین بار با گزینه گیربکس X-Tronic CVT ارائه می‌شود.
کیکس به عنوان یک ماشین رسمی برای جام جهانی کریکت آی‌سی‌سی ۲۰۱۹ ساخته شد.

در سال ۲۰۲۳، نیسان اعلام کرد که کیکس به تولید خود در هند پایان می‌دهد و به دلیل فروش ضعیف در بازار متوقف می‌شود و این خودرو با مقررات آلایندگی بهارات استیج ۶ فاز ۲ مطابقت نداشت.

## فروش
| سال  | ژاپن   | برزیل  | آرژانتین | مکزیک  | چین    | تایوان | ایالات متحده | کانادا | تایلند | اندونزی | هند (دی۱۵) |
| ---- | ------ | ------ | -------- | ------ | ------ | ------ | ------------ | ------ | ------ | ------- | ---------- |
| ۲۰۱۶ |        | 10,712 |          |        |        |        |              |        |        |         |            |
| ۲۰۱۷ |        | 33,464 | 1,582    | 22,438 | ۴۴٬۱۴۲ |        |              |        |        |         |            |
| ۲۰۱۸ |        | 46,812 | 6,533    | 21,801 | ۳۵٬۸۶۴ | 6,554  | ۲۳٬۳۱۲       | 352    |        |         |            |
| ۲۰۱۹ |        | 56,062 | 4,575    | 17,837 | ۴۷٬۷۸۵ | 16,882 | ۵۸٬۱۹۳       | 4,290  |        |         | 4,776      |
| ۲۰۲۰ | 18,326 | 36,444 | 4,938    | 10,792 | ۲۶٬۳۷۳ | 15,739 | ۵۸٬۸۵۸       | 3,858  | 1,351  | 153     | 1,817      |
| ۲۰۲۱ | 35,044 | 36,527 | 5,525    | 13,988 | ۱۸٬۸۱۳ | 12,762 | ۸۲٬۹۶۰       | 4,618  | 1,368  | 592     |            |
| ۲۰۲۲ | 18,697 | 38,942 | 4,502    | 16,265 | 10,501 | 12,676 | ۵۴٬۸۷۹       | 1,536  | 4,909  | ۴۶۷     |            |
| ۲۰۲۳ | 15,778 | 50,781 | 4,700    | 19,322 | 8,111  | 9,085  | 66,820       | 3,031  | 5,487  | 141     |            |